# Romanischer Taufstein von Eschfeld
Der Taufstein in Eschfeld im Eifelkreis Bitburg-Prüm in Rheinland-Pfalz ist ein Kulturdenkmal.

## Geographische Lage
Der Taufstein befindet sich heute zentral in Eschfeld direkt südwestlich der Pfarrkirche St. Lucia innerhalb einer gepflasterten Fläche. Wenig südlich befindet sich zudem der Ehrenfriedhof von Eschfeld. Der ursprüngliche Standort ist unbekannt.

## Ein christianisierter Menhir?
Der Legende nach handelt sich um einen christianisierten Menhir, der vom Heiligen Willibrord zu einem Taufbecken umgearbeitet wurde. Er diente danach zur Taufe der ersten Christen.

## Ein Taufstein aus Arkose
Nach neueren Wissenschaftlichen Untersuchungen handelt es sich nicht um einen ehemaligen  Menhir, sondern um einen romanischen Taufsteine des 12. oder 13. Jahrhundert aus Arkose, hergestellt in Steingruben die heute auf Belgischem Territorium liegen. In Belgien und Luxemburg sind etwa 40 solche Taufsteine erhalten geblieben. Der ursprüngliche Standort ist unbekannt. Der Menhir war allerdings zwischenzeitlich vergraben und stand auch bereits an der ehemaligen Kirche des Ortes.

## Beschreibung
Ein recht dünner Sockel läuft erkennbar kegelförmig nach oben zu und wird anschließend auf etwas weniger als halber Höher des Steins wieder deutlich breiter. Ein eingearbeiteter Absatz an der schmälsten Stelle lässt die Struktur des Taufbeckens deutlich erkennen.  Der Taufstein ist vergleichbar mit dem Taufstein von Binscheid.
Siehe auch: Liste der Kulturdenkmäler in Eschfeld